# Многоножка кембрийская
Многоножка кембрийская (лат. Polypodium cambricum) — вид травянистых папоротников семейства Многоножковые (Polypodiaceae).
Папоротник наземный, высотой от 20 до 60 см, с перистыми листьями. Листья яйцевидно-, овально- или округло-треугольной формы. От 9 до 22 листьев второго порядка овальные или продолговатые, заострённые, кромка мелко-зубчатая. Листья отмирают весной, новые листья образуются осенью. Сорусы (кластеры спор) продолговато-эллиптические, лежат между средней жилкой и краем листа. Зимой сорусы становятся жёлтыми.
Вид распространён в Африке (Алжир), Азии (Кипр, Ливан, Сирия,; Турция), на Кавказе (Грузия), в Европе (Ирландия, Соединенное Королевство, Швейцария, Украина, Албания, Болгария, Хорватия, Греция, Италия, Словения, Франция, Португалия, Гибралтар, Испания). Растет на нейтральной и известковой почве в тени, например, лесных известняковых скал и осыпей, иногда ив и пней.

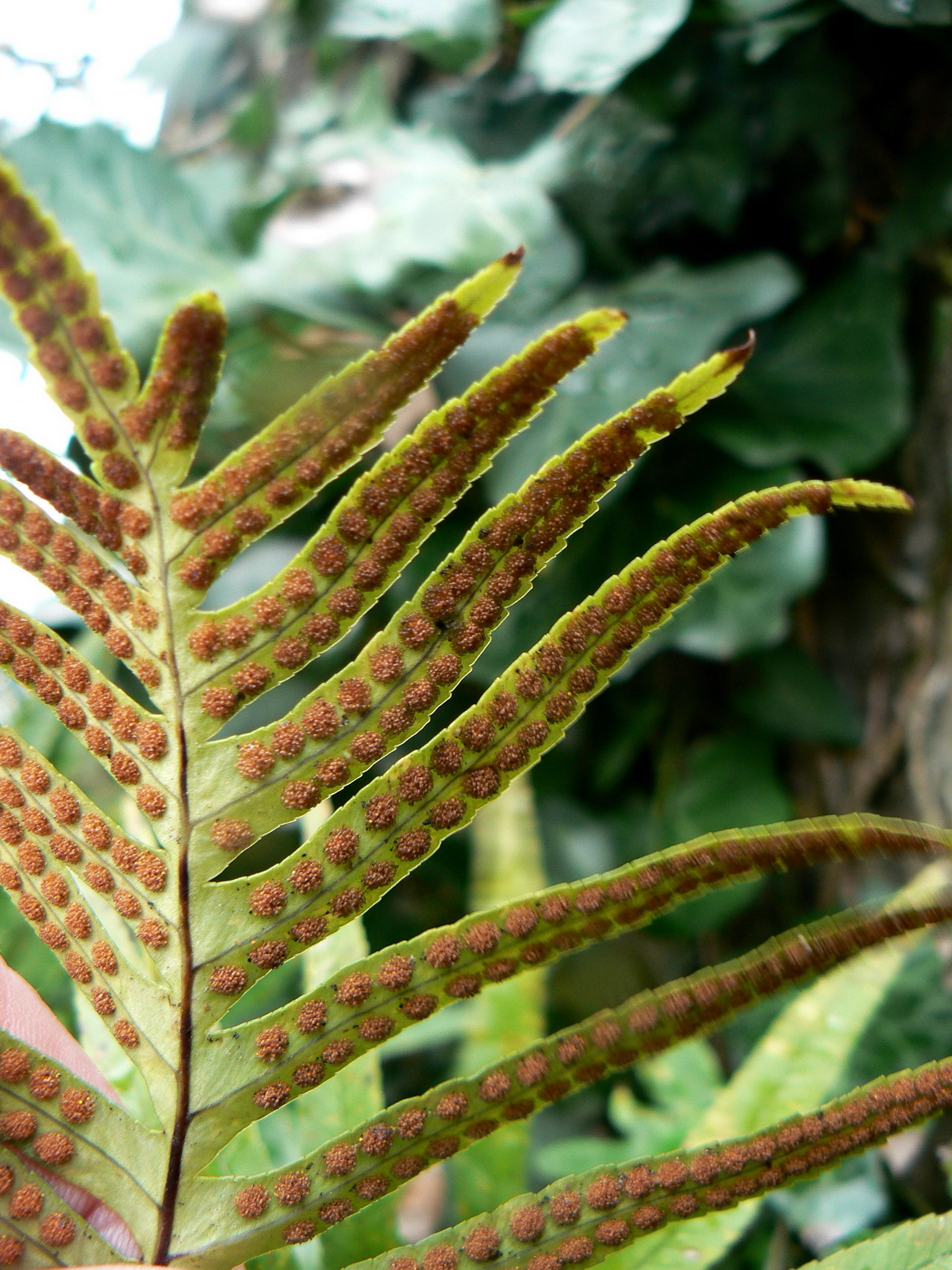
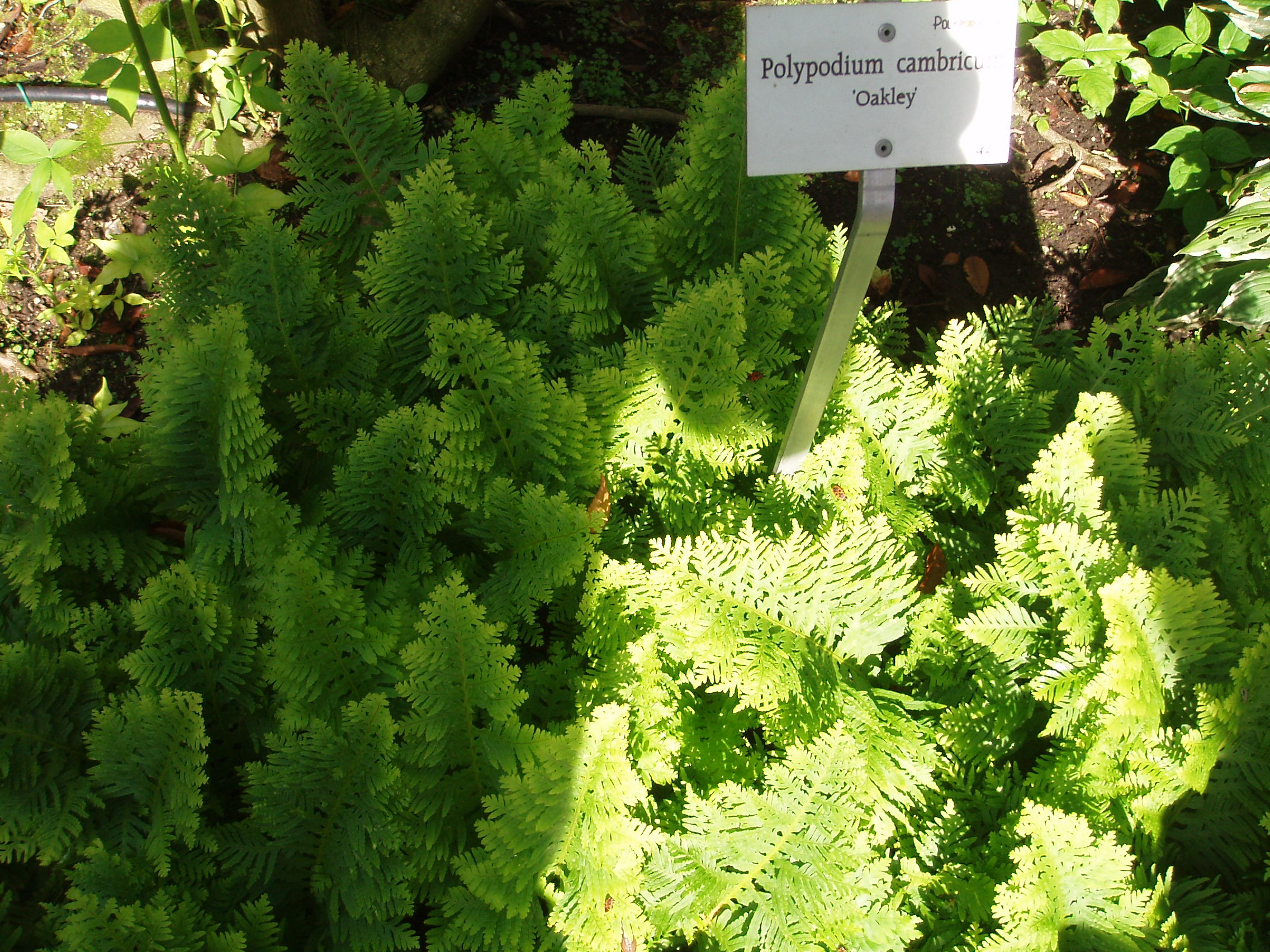